# Lovest
Lovest è un film italiano del 1997, diretto da Giulio Base.